# Palatul Beylerbeyi

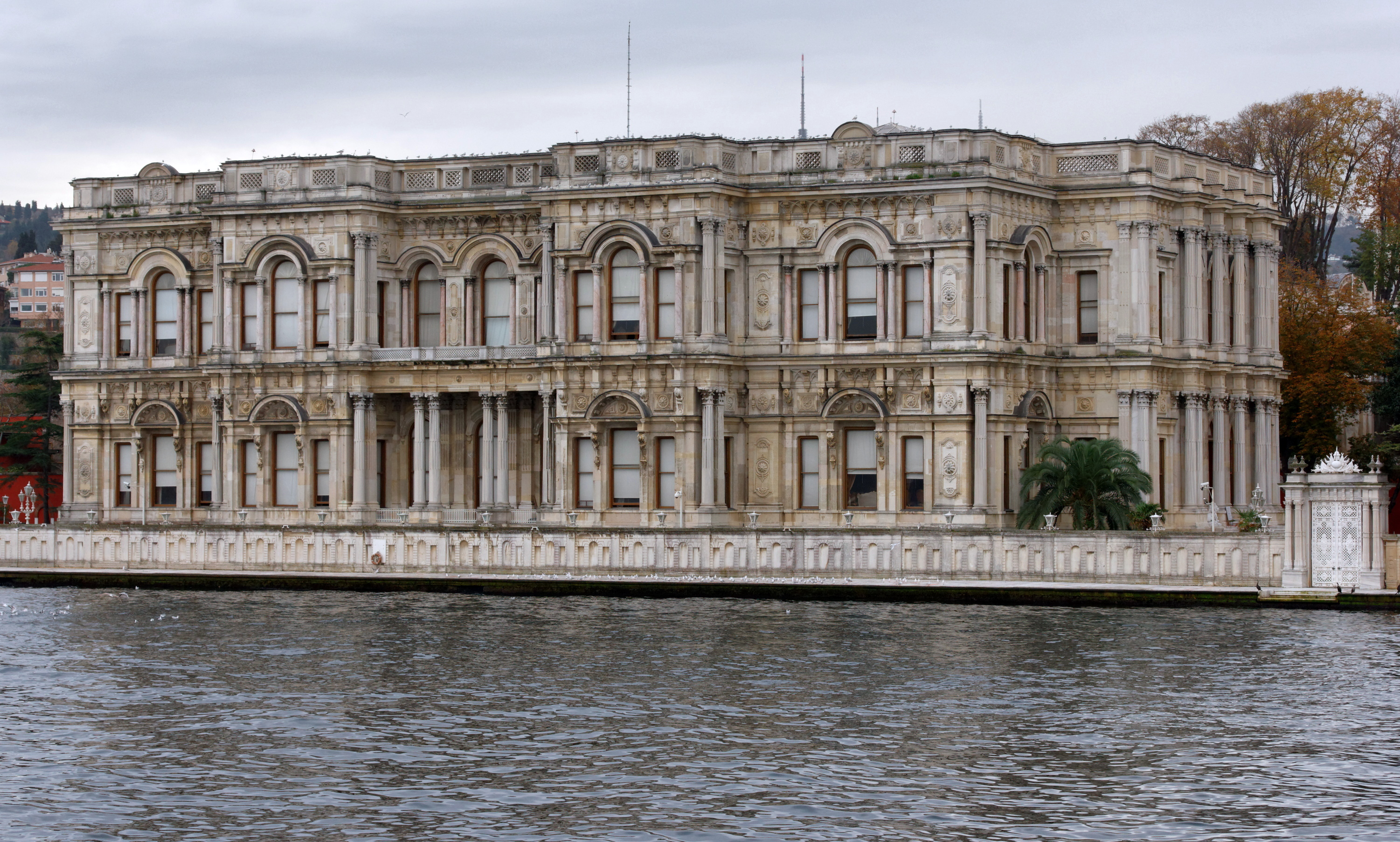
Palatul Beylerbeyi

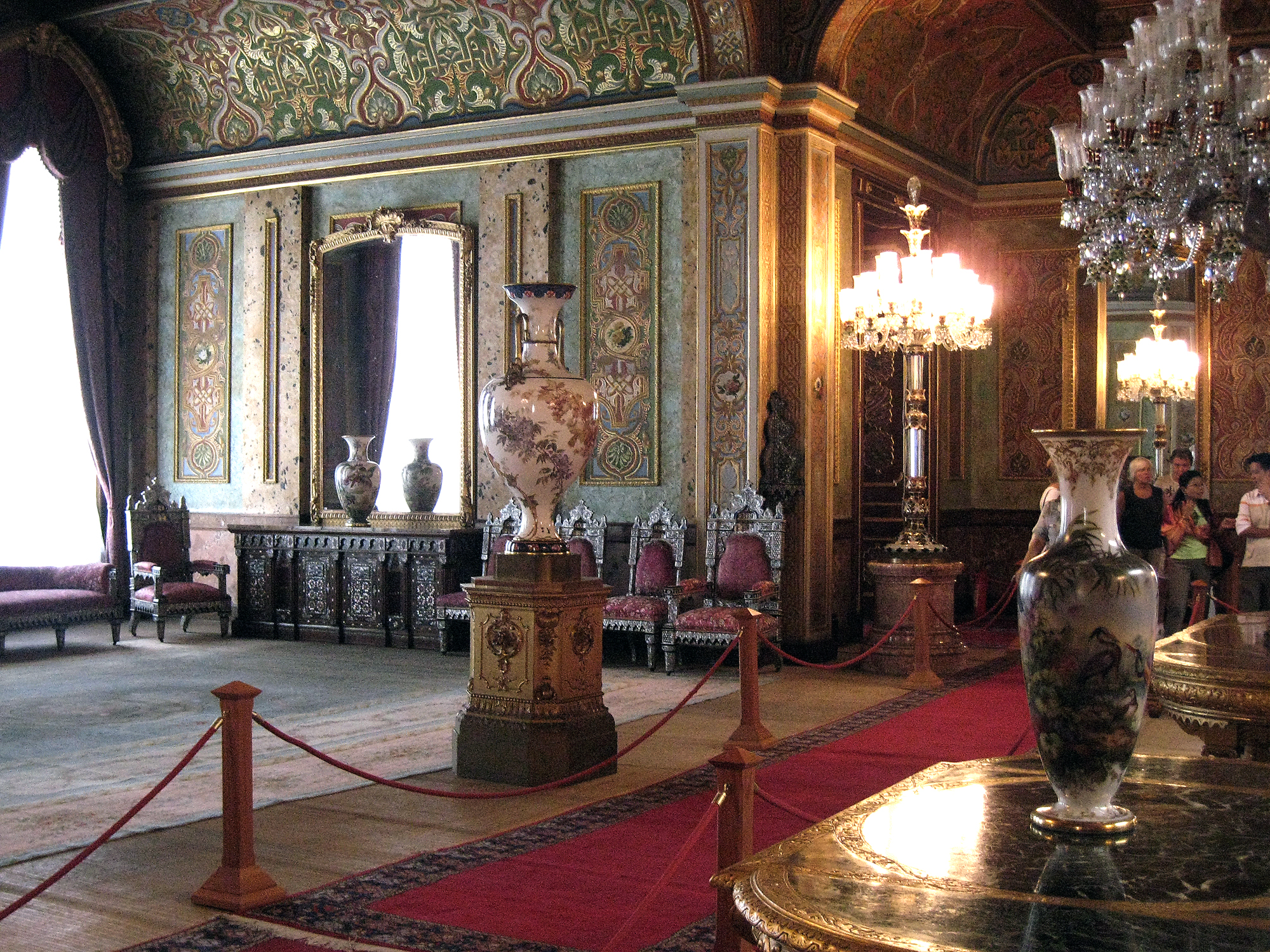
Interiorul Palatului Beylerbeyi

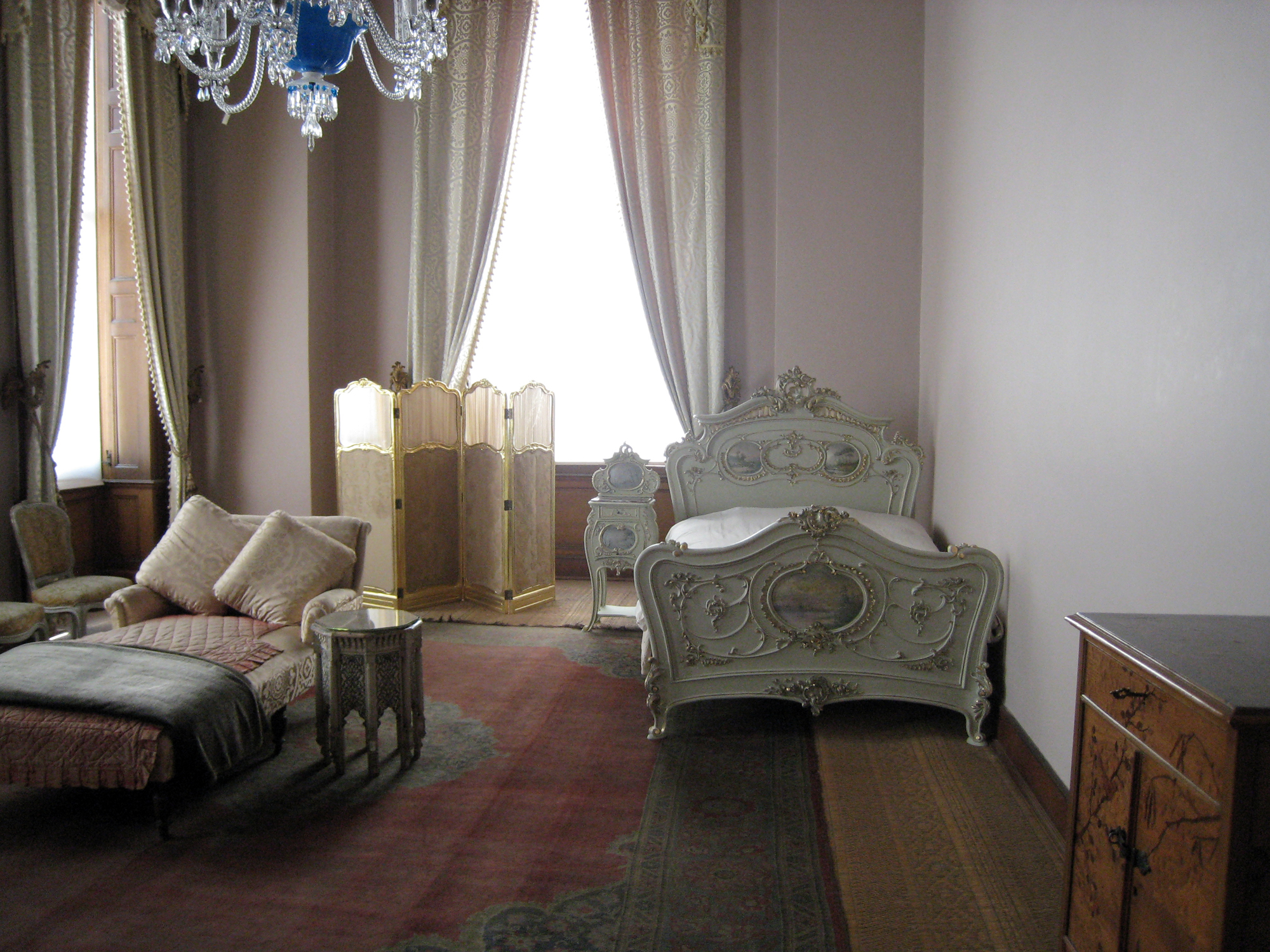
Dormitorul Sultanului

Palatul Beylerbeyi (turcă Beylerbeyi Sarayı), Beylerbeyi care înseamnă „guvernator general”, este situat în cartierul Beylerbeyi din districtul Üsküdar din Istanbul, Turcia, în partea asiatică a Bosforului. O reședință imperială otomană de vară construită în anii 1860, este acum situată imediat la nord de podul Bosfor.

## Galerie

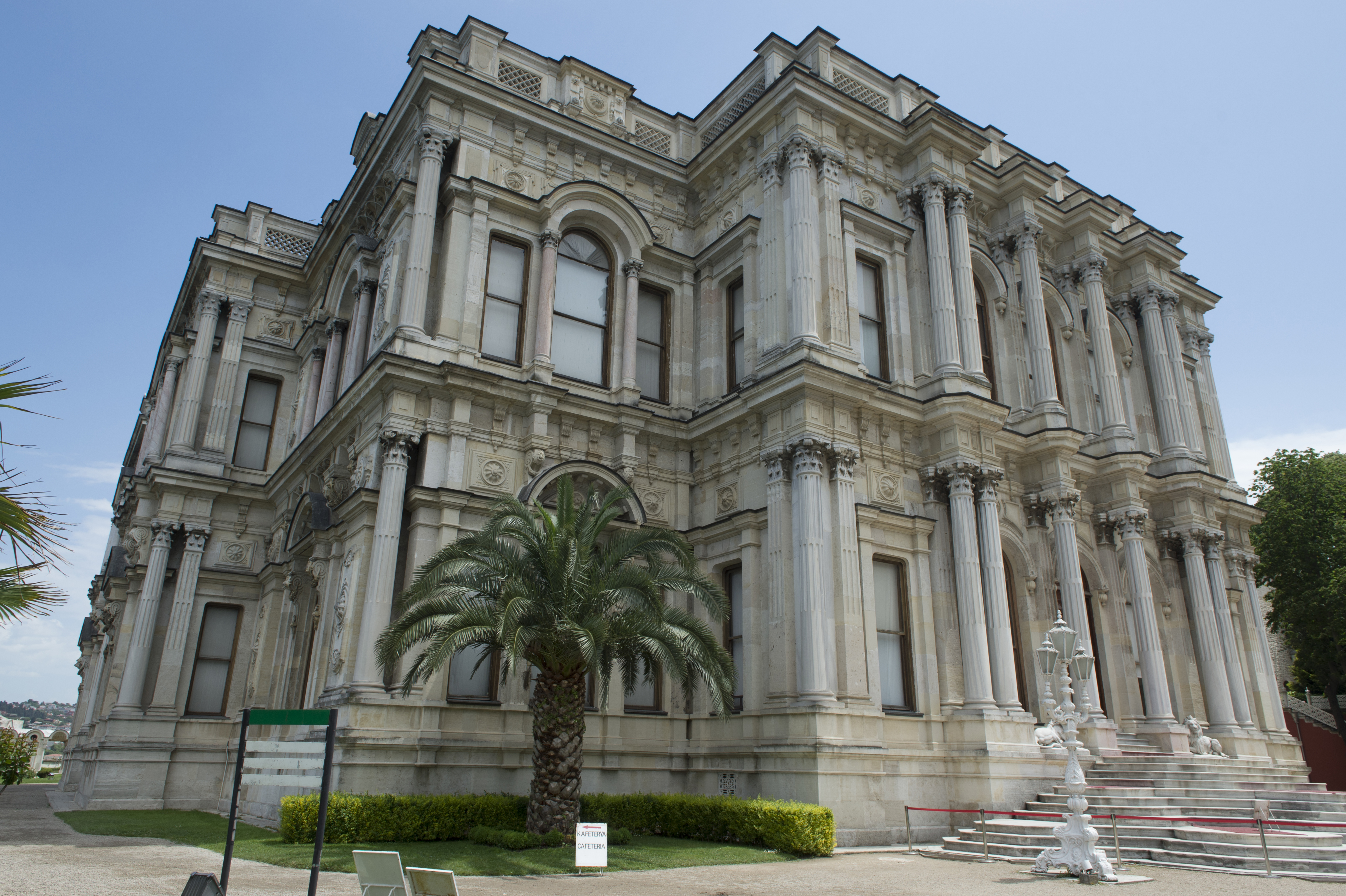
Palatul Beylerbeyi Vedere exterioară
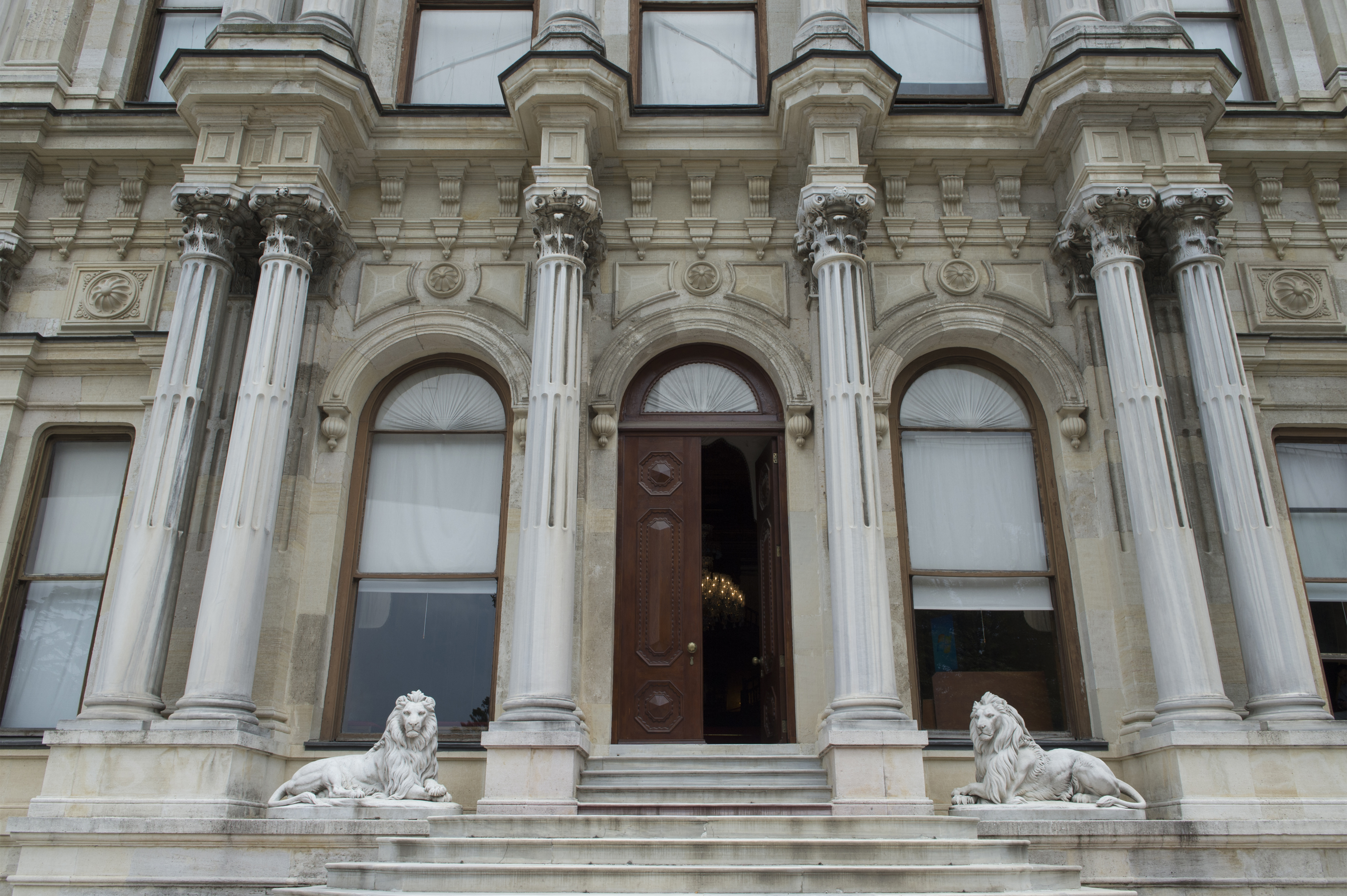
Palatul Beylerbeyi Față cu scări
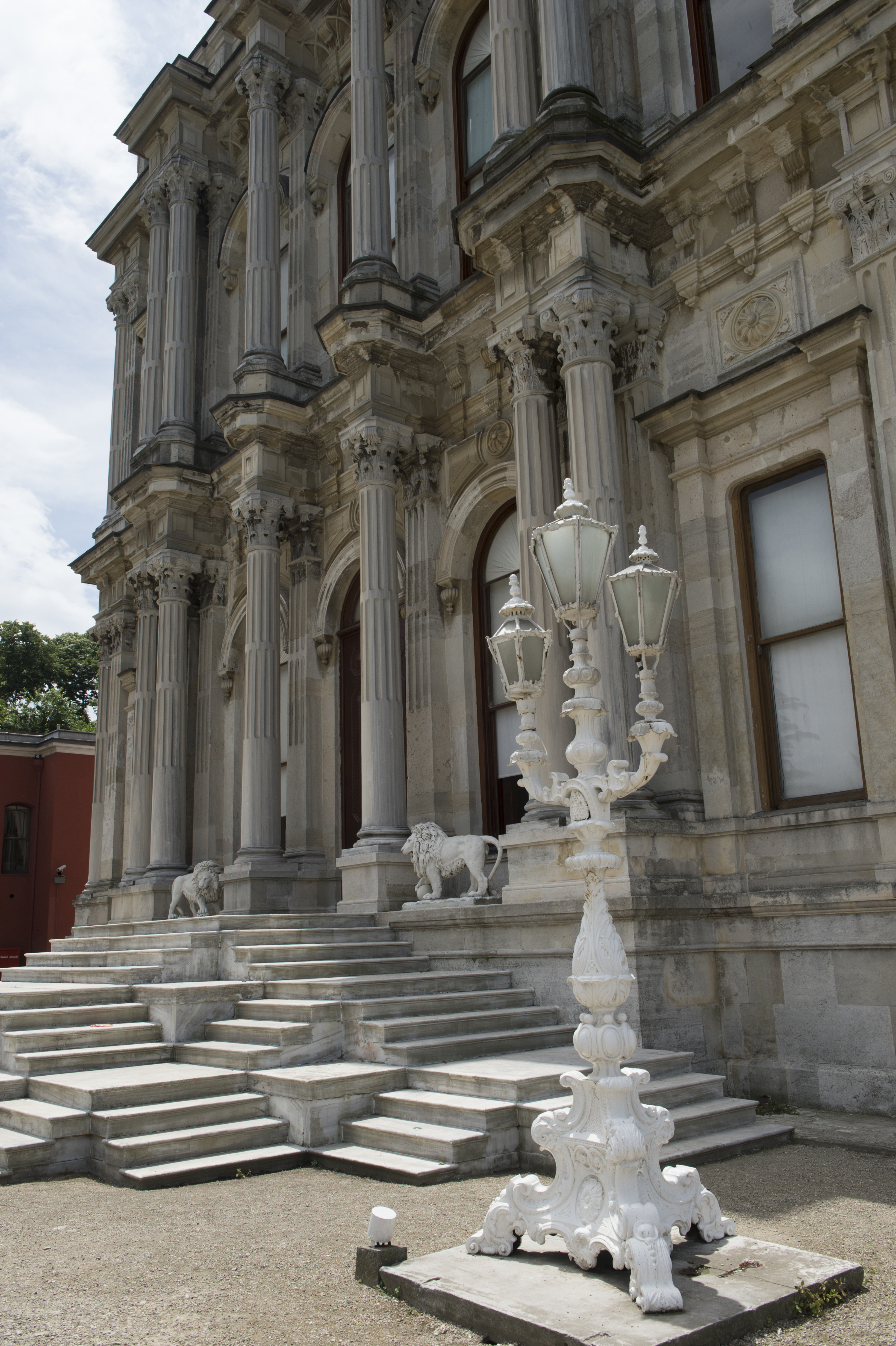
Palatul Beylerbeyi Scari din laterală
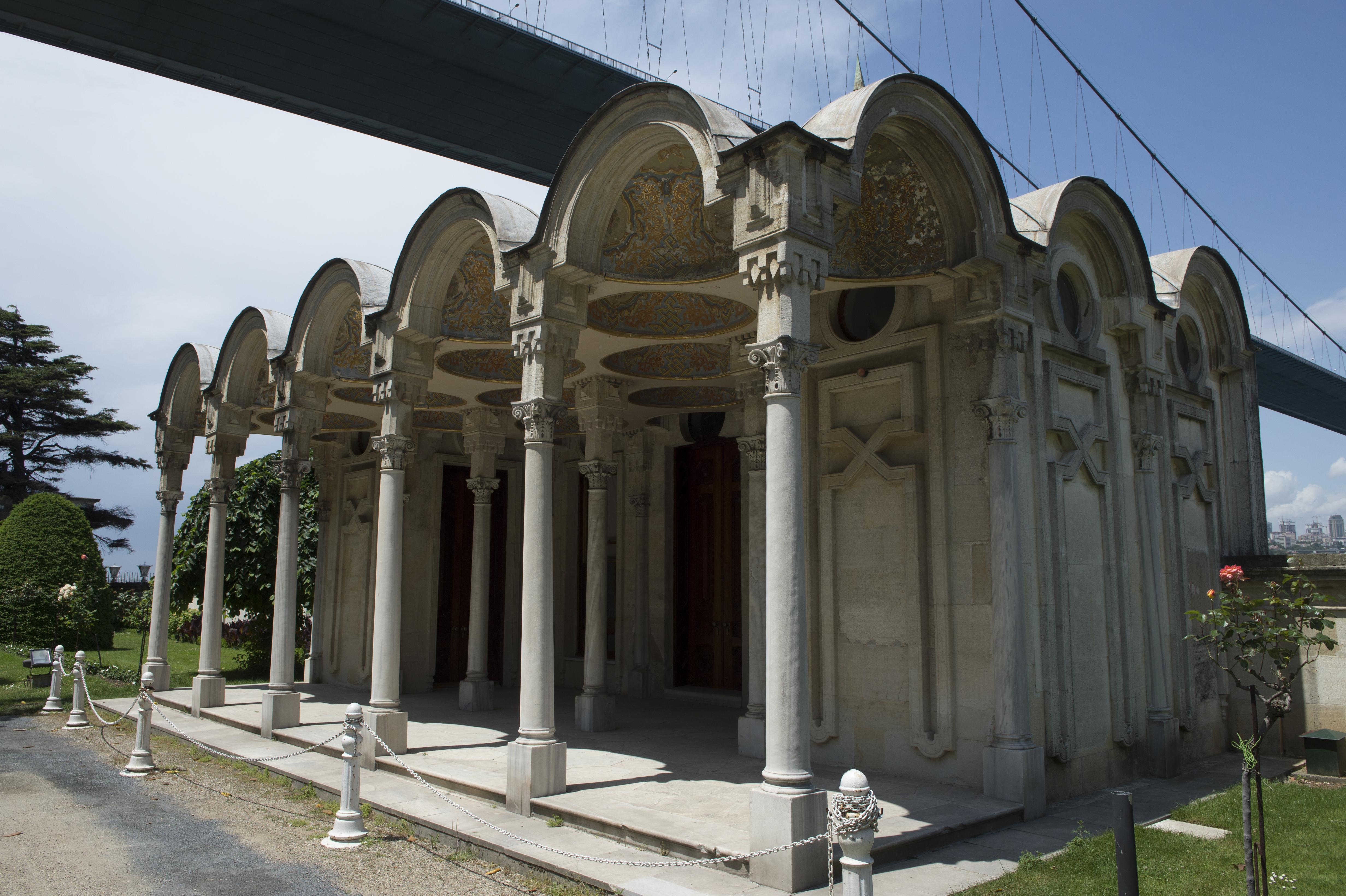
Palatul Beylerbeyi Pavilion de baie
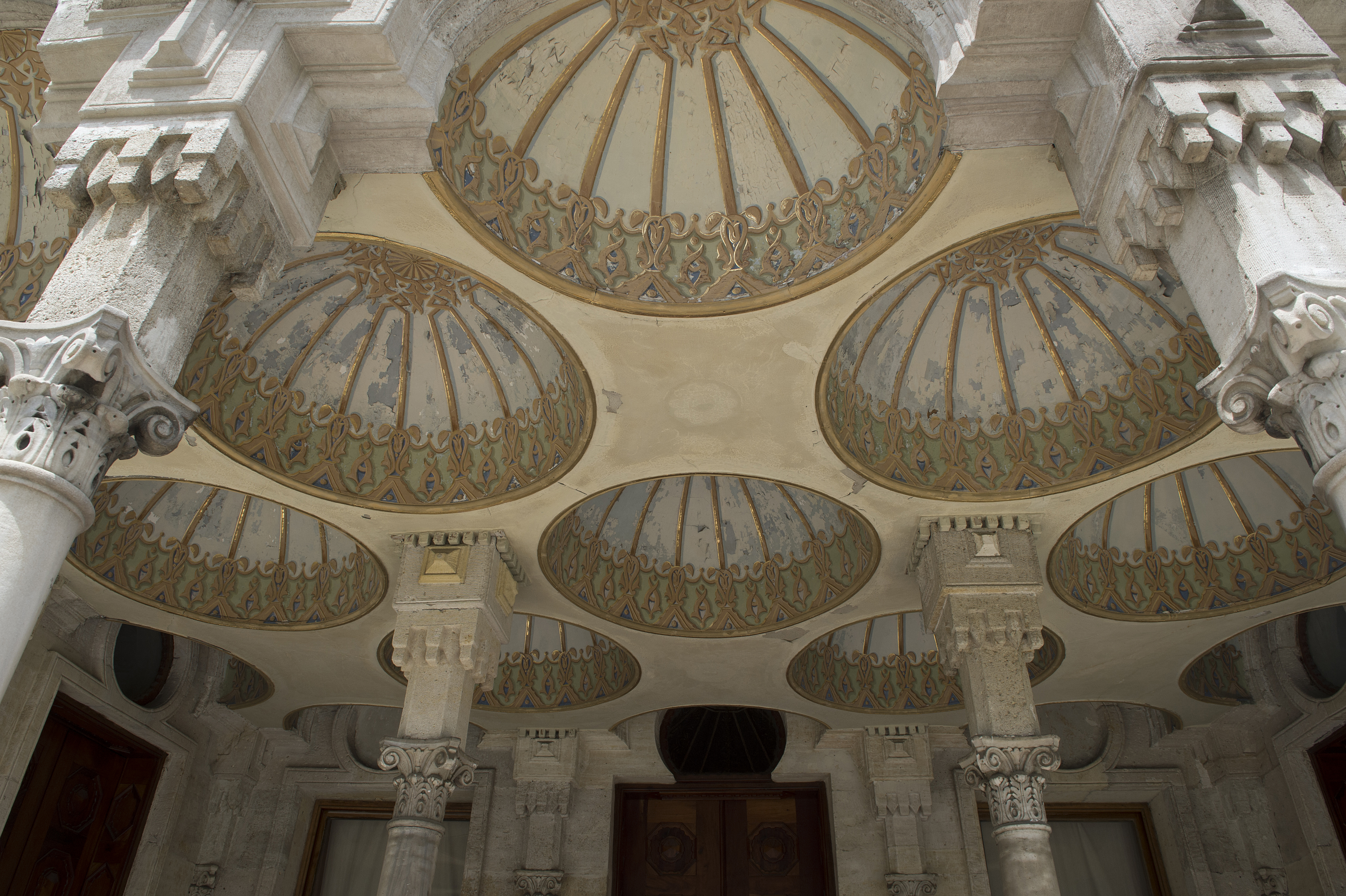
Palatul Beylerbeyi Pavilion de baie

## Legături externe
Materiale media legate de Palatul Beylerbeyi la Wikimedia Commons
- Beylerbeyi Palace Official Web Site
- Department of National Palaces | Beylerbeyi Palace
- Archnet.org | Beylerbeyi Palace
- Beylerbeyi Palace (Video)
- 23 pictures of the outside of the palace